# Радек Штјепанек
Радек Штјепанек (чеш. Radek Štěpánek) је чешки тениски тренер и бивши професионални тенисер. У појединачној конкуренцији је, поред пет освојених АТП титула, два пута играо финале на АТП Мастерс 1000 турнирима. Најбољи пласман на АТП ранг листи му је 8. место.
У конкуренцији парова је освојио два гренд слем трофеја са индијским играчем Леандером Паесом, док је у мешовитим паровима са Луцијом Храдецком освојио бронзану медаљу на Олимпијским играма 2016. у Риу де Жанеиру. Двапут је у одлучујућим мечевима у финалу донео репрезентацији Чешке Дејвис куп трофеј.
Током 2018. године је био један од тренера Новака Ђоковића, а од 2019. ради са Григором Димитровим.

## Тениска каријера
Штјепанек је постао професионалац 1996. Прво се специјализовао за парове, освојио је 12 титула. Штјепанек се од 2002. више усредсредио на појединачну конкуренцију, иако је наставио на игра на највећим турнирима у конкуренцији парова. Познат је по гласном викању након поена и по његовим везама са многим професионалним тенисеркама.
Штјепанек је први пут доспео у пажњу јавности када је победио некадашњег првог тенисера света, Густава Киртена у пет сетова на путу до трећег кола Отвореног првенства Аустралије 2003.
Најбоља Штјепанекова сезона била је 2006, када је први пут у својој каријери стигао до финала турнира мастерс серије, Хамбург мастерса. Изгубио је финале од Томија Роберда без добијеног сета. Након тога је доспео до 11. места на АТП листи, његовог најбољег пласмана до тада.
Раније 2006. је освојио своју прву АТП титулу, победивши Кристофа Рокуса у финалу турнира у Ротердаму. Те године је први пут у својој каријери стигао до четвртфинала једног гренд слем турнира. То је било на Вимблдону, где га је поразио Јонас Бјеркман, иако је имао меч лопту у тај брејку четвртог сета.
Овај успех је помогао Штјепанеку да дође до осмог места на АТП листи, што је његов најбољи пласман у каријери. Вимблдон је био последњи турнир на којем је Штјепанек учествовао 2006, јер је морао да паузира до краја сезоне због хроничне повреде врата.
2007. је освојио своју другу титулу у појединачној конкуренцији победивши Џејмса Блејка у финалу турнира у Лос Анђелесу у три сета.

### 2008.
Штјепанек је 2008. имао добру сезону, стигао је до финала турнира у Сан Хозеу у коме га је поразио Енди Родик. Такође је стигао до полуфинала Рим мастерса, где је изгубио од Новака Ђоковића. На Летњим олимпијским играма 2008, је изгубио у првом колу од Микаела Љодре у три сета, 6–4, 6–7 (5), 9–11. Сезону је завршио на 27. месту, али је играо на Мастерс купу као замена. Био је на одмору на Тајланду, па је могао да дође на турнир у Шангају без одлагања. Након што се Енди Родик повукао пре свог другог меча, Штјепанеку је преостало да игра два меча, против Роџера Федерера и Жила Симона. Изгубио је оба меча, од Федерера 7–6(4), 6–4, а од Симона 6–1, 6–4.

### 2009.
Штјепанек је сезону почео освојивши турнир у Бризбејну. У финалу је савладао Фернанда Вердаска 3–6, 6–3, 6–4.
На Отвореном првенству Аустралије је стигао до трећег кола где га је поразио Вердаско 4–6, 0–6, 0–6. На турниру у Сан Хозеу је дошао до своје четврте титуле у каријери, савладавши у финалу Мардија Фиша. На овом турниру је са Томијем Хасом освојио титулу и у конкуренцији парова. Помогао је репрезентацији Чешке да дође до финала Дејвис купа.

### 2010.
Бранио је титулу на турниру у Бризбејну, али га је у финалу савладао Енди Родик 6–7(2), 6–7(7). На Отвореном првенству Аустралије је био постављен за 13. носиоца, али га је већ у првом колу поразио Иво Карловић 6–2, 6–7(5), 4–6, 6–3, 4–6. Није учествовао на Ролан Гаросу и Вимблдону због повреде колена.

### Тренер
Штјепанек је једно време био тренер у стручном штабу српског тенисера Новака Ђоковића, са којим је остао у пријатељским односима.

## Гренд слем финала

### Парови: 5 (2–3)
| Исход     | Бр. | Година | Турнир        | Подлога | Партнер        | Противници                   | Резултат      |
| --------- | --- | ------ | ------------- | ------- | -------------- | ---------------------------- | ------------- |
| Финалиста | 1.  | 2002.  | ОП САД        | Тврда   | Јиржи Новак    | Махеш Бупати Макс Мирни      | 3–6, 6–3, 4–6 |
| Победник  | 1.  | 2012.  | ОП Аустралије | Тврда   | Леандер Паес   | Боб Брајан Мајк Брајан       | 7–6(7–1), 6–2 |
| Финалиста | 2.  | 2012.  | ОП САД (2)    | Тврда   | Леандер Паес   | Боб Брајан Мајк Брајан       | 3–6, 4–6      |
| Победник  | 2.  | 2013.  | ОП САД        | Тврда   | Леандер Паес   | Александар Пеја Бруно Соарес | 6–1, 6–3      |
| Финалиста | 3.  | 2016.  | ОП Аустралије | Тврда   | Данијел Нестор | Џејми Мари Бруно Соарес      | 6–2, 4–6, 5–7 |

## Финала АТП мастерс 1000 серије

### Појединачно: 2 (0–2)
| Исход     | Бр. | Година | Турнир  | Подлога   | Противник    | Резултат           |
| --------- | --- | ------ | ------- | --------- | ------------ | ------------------ |
| Финалиста | 1.  | 2004.  | Париз   | Тепих (д) | Марат Сафин  | 3–6, 6–7(5–7), 3–6 |
| Финалиста | 2.  | 2006.  | Хамбург | Шљака     | Томи Робредо | 1–6, 3–6, 3–6      |

### Парови: 2 (2–0)
| Исход    | Бр. | Година | Турнир | Подлога | Партнер      | Противници                | Резултат              |
| -------- | --- | ------ | ------ | ------- | ------------ | ------------------------- | --------------------- |
| Победник | 1.  | 2012.  | Мајами | Тврда   | Леандер Паес | Макс Мирни Данијел Нестор | 3–6, 6–1, [10–8]      |
| Победник | 2.  | 2012.  | Шангај | Тврда   | Леандер Паес | Махеш Бупати Рохан Бопана | 6–7(7–9), 6–3, [10–5] |

## Мечеви за олимпијске медаље

### Мешовити парови: 1 (1–0)
| Исход  | Година | Турнир                 | Подлога | Партнерка       | Противници              | Резултат |
| ------ | ------ | ---------------------- | ------- | --------------- | ----------------------- | -------- |
| Бронза | 2016.  | Олимпијске игре у Рију | Тврда   | Луција Храдецка | Сања Мирза Рохан Бопана | 6–1, 7–5 |

## АТП финала

### Појединачно: 12 (5–7)
| Легенда                        |
| ------------------------------ |
| Гренд слем турнири (0–0)       |
| Завршно првенство сезоне (0–0) |
| АТП мастерс 1000 (0–2)         |
| АТП 500 (2–1)                  |
| АТП 250 (3–4)                  |

| Финала по подлози |
| ----------------- |
| Тврда (5–3)       |
| Шљака (0–1)       |
| Трава (0–0)       |
| Тепих (0–3)       |

| Финала по локацији |
| ------------------ |
| Отворено (3–2)     |
| Дворана (2–5)      |

| Исход     | Бр. | Датум             | Турнир               | Подлога   | Противник         | Резултат                |
| --------- | --- | ----------------- | -------------------- | --------- | ----------------- | ----------------------- |
| Финалиста | 1.  | 7. новембар 2004. | Париз, Француска     | Тепих (д) | Марат Сафин       | 3–6, 6–7(5–7), 3–6      |
| Финалиста | 2.  | 6. фебруар 2005.  | Милано, Италија      | Тепих (д) | Робин Седерлинг   | 3–6, 7–6(7–2), 6–7(5–7) |
| Финалиста | 3.  | 2. октобар 2005.  | Хо Ши Мин, Вијетнам  | Тепих (д) | Јонас Бјеркман    | 3–6, 6–7(4–7)           |
| Победник  | 1.  | 26. фебруар 2006. | Ротердам, Холандија  | Тврда (д) | Кристоф Рокус     | 6–0, 6–3                |
| Финалиста | 4.  | 21. мај 2006.     | Хамбург, Немачка     | Шљака     | Томи Робредо      | 1–6, 3–6, 3–6           |
| Победник  | 2.  | 22. јул 2007.     | Лос Анђелес, САД     | Тврда     | Џејмс Блејк       | 7–6(9–7), 5–7, 6–2      |
| Финалиста | 5.  | 25. фебруар 2008. | Сан Хозе, САД        | Тврда (д) | Енди Родик        | 4–6, 5–7                |
| Победник  | 3.  | 11. јануар 2009.  | Бризбејн, Аустралија | Тврда     | Фернандо Вердаско | 3–6, 6–3, 6–4           |
| Победник  | 4.  | 16. фебруар 2009. | Сан Хозе, САД        | Тврда (д) | Марди Фиш         | 3–6, 6–4, 6–2           |
| Финалиста | 6.  | 22. фебруар 2009. | Мемфис, САД          | Тврда (д) | Енди Родик        | 5–7, 5–7                |
| Финалиста | 7.  | 10. јануар 2010.  | Бризбејн, Аустралија | Тврда     | Енди Родик        | 6–7(2–7), 6–7(7–9)      |
| Победник  | 5.  | 7. август 2011.   | Вашингтон, САД       | Тврда     | Гаел Монфис       | 6–4, 6–4                |

### Парови: 33 (18–15)
| Легенда                        |
| ------------------------------ |
| Гренд слем турнири (2–3)       |
| Завршно првенство сезоне (0–0) |
| АТП мастерс 1000 (2–0)         |
| АТП 500 (4–5)                  |
| АТП 250 (10–7)                 |

| Финала по подлози |
| ----------------- |
| Тврда (12–14)     |
| Шљака (5–0)       |
| Трава (0–0)       |
| Тепих (1–1)       |

| Финала по локацији |
| ------------------ |
| Отворено (12–12)   |
| Дворана (6–3)      |

| Исход     | Бр. | Датум               | Турнир                | Подлога   | Партнер            | Противници                    | Резултат              |
| --------- | --- | ------------------- | --------------------- | --------- | ------------------ | ----------------------------- | --------------------- |
| Победник  | 1.  | 2. мај 1999.        | Праг, Чешка           | Шљака     | Мартин Дам         | Марк Кил Николас Лапенти      | 6–0, 6–2              |
| Победник  | 2.  | 15. април 2001.     | Есторил, Португал     | Шљака     | Михал Табара       | Доналд Џонсон Ненад Зимоњић   | 6–4, 6–1              |
| Победник  | 3.  | 6. мај 2001.        | Минхен, Немачка       | Шљака     | Петр Лукса         | Хаиме Онцинс Данијел Оршанић  | 5–7, 6–2, 7–6(7–5)    |
| Финалиста | 1.  | 26. август 2001.    | Лонг Ајленд, САД      | Тврда     | Леош Фридл         | Џонатан Старк Кевин Улијет    | 1–6, 4–6              |
| Финалиста | 2.  | 30. септембар 2001. | Хонг Конг, Кина       | Тврда     | Петр Лукса         | Карстен Браш Андре Са         | 0–6, 5–7              |
| Победник  | 4.  | 14. октобар 2001.   | Беч, Аустрија         | Тврда (д) | Мартин Дам         | Јиржи Новак Давид Рикл        | 6–3, 6–2              |
| Финалиста | 3.  | 17. фебруар 2002.   | Копенхаген, Данска    | Тврда (д) | Јиржи Новак        | Јулијан Ноул Михаел Колман    | 6–7(8–10), 5–7        |
| Победник  | 5.  | 5. мај 2002.        | Минхен, Немачка (2)   | Шљака     | Петр Лукса         | Петр Пала Павел Визнер        | 6–0, 6–7(4–7), [11–9] |
| Финалиста | 4.  | 7. септембар 2002.  | Њујорк, САД           | Тврда     | Јиржи Новак        | Махеш Бупати Макс Мирни       | 3–6, 6–3, 4–6         |
| Финалиста | 5.  | 13. октобар 2002.   | Беч, Аустрија         | Тврда (д) | Јиржи Новак        | Џошуа Игл Сандон Стол         | 4–6, 3–6              |
| Победник  | 6.  | 2. фебруар 2003.    | Милано, Италија       | Тепих (д) | Петр Лукса         | Томаш Цибулец Павел Визнер    | 6–4, 7–6(7–4)         |
| Финалиста | 6.  | 17. јануар 2004.    | Окланд, Нови Зеланд   | Тврда     | Јиржи Новак        | Махеш Бупати Фабрис Санторо   | 6–4, 5–7, 3–6         |
| Победник  | 7.  | 22. фебруар 2004.   | Ротердам, Холандија   | Тврда (д) | Пол Хенли          | Јонатан Ерлих Енди Рам        | 5–7, 7–6(7–5), 7–5    |
| Победник  | 8.  | 18. јул 2004.       | Штутгарт, Немачка     | Шљака     | Јиржи Новак        | Симон Аспелин Тод Пери        | 6–2, 6–4              |
| Победник  | 9.  | 19. септембар 2004. | Делреј Бич, САД       | Тврда     | Леандер Паес       | Гастон Етлис Мартин Родригез  | 6–0, 6–3              |
| Финалиста | 7.  | 10. октобар 2004.   | Лион, Француска       | Тепих (д) | Јонас Бјеркман     | Јонатан Ерлих Енди Рам        | 6–7(2–7), 2–6         |
| Победник  | 10. | 13. фебруар 2005.   | Марсеј, Француска     | Тврда (д) | Мартин Дам         | Марк Ноулс Данијел Нестор     | 7–6(7–4), 7–6(7–5)    |
| Победник  | 11. | 27. фебруар 2005.   | Дубаи, УАЕ            | Тврда     | Мартин Дам         | Јонас Бјеркман Фабрис Санторо | 6–2, 6–4              |
| Победник  | 12. | 19. фебруар 2006.   | Марсеј, Француска (2) | Тврда (д) | Мартин Дам         | Марк Ноулс Данијел Нестор     | 6–2, 6–7(4–7), [10–3] |
| Финалиста | 8.  | 7. јануар 2007.     | Аделејд, Аустралија   | Тврда     | Новак Ђоковић      | Весли Муди Тод Пери           | 4–6, 6–3, [13–15]     |
| Финалиста | 9.  | 3. март 2007.       | Дубаи, УАЕ            | Тврда     | Махеш Бупати       | Фабрис Санторо Ненад Зимоњић  | 5–7, 7–6(7–3), [7–10] |
| Победник  | 13. | 16. фебруар 2009.   | Сан Хозе, САД         | Тврда (д) | Томи Хас           | Рохан Бопана Јарко Нијеминен  | 6–2, 6–3              |
| Финалиста | 10. | 8. август 2010.     | Вашингтон, САД        | Тврда     | Томаш Бердих       | Марди Фиш Марк Ноулс          | 6–4, 6–7(7–9), [7–10] |
| Победник  | 14. | 28. јануар 2012.    | Мелбурн, Аустралија   | Тврда     | Леандер Паес       | Боб Брајан Мајк Брајан        | 7–6(7–1), 6–2         |
| Победник  | 15. | 31. март 2012.      | Мајами, САД           | Тврда     | Леандер Паес       | Макс Мирни Данијел Нестор     | 3–6, 6–1, [10–8]      |
| Финалиста | 11. | 7. септембар 2012.  | Њујорк, САД (2)       | Тврда     | Леандер Паес       | Боб Брајан Мајк Брајан        | 3–6, 4–6              |
| Финалиста | 12. | 7. октобар 2012.    | Токио, Јапан          | Тврда     | Леандер Паес       | Александар Пеја Бруно Соарес  | 3–6, 6–7(5–7)         |
| Победник  | 16. | 14. октобар 2012.   | Шангај, Кина          | Тврда     | Леандер Паес       | Махеш Бупати Рохан Бопана     | 6–7(7–9), 6–3, [10–5] |
| Финалиста | 13. | 4. август 2013.     | Вашингтон, САД (2)    | Тврда     | Марди Фиш          | Жилијен Бенето Ненад Зимоњић  | 6–7(5–7), 5–7         |
| Победник  | 17. | 8. септембар 2013.  | Њујорк, САД           | Тврда     | Леандер Паес       | Александар Пеја Бруно Соарес  | 6–1, 6–3              |
| Победник  | 18. | 26. јул 2015.       | Богота, Колумбија     | Тврда     | Едуар Роже-Васелен | Мате Павић Мајкл Винус        | 7–5, 6–3              |
| Финалиста | 14. | 30. јануар 2016.    | Мелбурн, Аустралија   | Тврда     | Данијел Нестор     | Џејми Мари Бруно Соарес       | 6–2, 4–6, 5–7         |
| Финалиста | 15. | 6. јануар 2017.     | Доха, Катар           | Тврда     | Вашек Поспишил     | Жереми Шарди Фабрис Мартин    | 4–6, 6–7(3–7)         |

## Остала финала

### Тимска такмичења: 5 (2–3)
| Исход     | Бр. | Датум                 | Турнир                               | Подлога   | Партнери                           | Противници                                                  | Резултат |
| --------- | --- | --------------------- | ------------------------------------ | --------- | ---------------------------------- | ----------------------------------------------------------- | -------- |
| Финалиста | 1.  | 24. мај 2003.         | Екипно првенство, Диселдорф, Немачка | Шљака     | Јиржи Новак                        | Фернандо Гонзалез Марсело Риос Николас Масу                 | 1–2      |
| Финалиста | 2.  | 4–6. децембар 2009.   | Дејвис куп, Барселона, Шпанија       | Шљака (д) | Томаш Бердих Јан Хајек Лукаш Длухи | Рафаел Надал Фернандо Вердаско Давид Ферер Фелисијано Лопез | 0–5      |
| Финалиста | 3.  | 26. мај 2012.         | Екипно првенство, Диселдорф, Немачка | Шљака     | Томаш Бердих Франтишек Чермак      | Јанко Типсаревић Виктор Троицки Ненад Зимоњић Мики Јанковић | 0–3      |
| Победник  | 1.  | 16–18. новембар 2012. | Дејвис куп, Праг, Чешка              | Тврда (д) | Томаш Бердих Лукаш Росол Иво Минар | Давид Ферер Николас Алмагро Марсел Гранољерс Марк Лопез     | 3–2      |
| Победник  | 2.  | 15–17. новембар 2013. | Дејвис куп, Београд, Србија          | Тврда (д) | Томаш Бердих Лукаш Росол Јан Хајек | Новак Ђоковић Душан Лајовић Илија Бозољац Ненад Зимоњић     | 3–2      |

## Учинак на турнирима у појединачној конкуренцији
| Легенда | Легенда                                    | Легенда | Легенда                          |
| ------- | ------------------------------------------ | ------- | -------------------------------- |
| О/И     | однос освајања турнира и играња на турниру | Поб–пор | однос побједа и пораза           |
| НО      | турнир није одржан те године               | Н       | није учествовао на турниру       |
| КВ      | изгубио у квалификацијама                  | 1К      | изгубио у првом колу             |
| 2К      | изгубио у другом колу                      | 3К      | изгубио у трећем колу            |
| 4К      | изгубио у четвртом колу                    | ГФ      | изгубио у групној фази такмичења |
| ЧФ      | изгубио у четвртфиналу                     | ПФ      | изгубио у полуфиналу             |
| Ф       | изгубио у финалу                           | П       | освојио турнир                   |

| Година                   | 1997                 | 1998                 | 1999                 | 2000                 | 2001                 | 2002                 | 2003                 | 2004                 | 2005                 | 2006                 | 2007                 | 2008            | 2009                 | 2010                 | 2011                 | 2012                 | 2013                 | 2014                 | 2015                 | 2016                 | 2017                 | О/И          | Поб–пор      | %            |
| ------------------------ | -------------------- | -------------------- | -------------------- | -------------------- | -------------------- | -------------------- | -------------------- | -------------------- | -------------------- | -------------------- | -------------------- | --------------- | -------------------- | -------------------- | -------------------- | -------------------- | -------------------- | -------------------- | -------------------- | -------------------- | -------------------- | ------------ | ------------ | ------------ |
| Гренд слем турнири       |                      |                      |                      |                      |                      |                      |                      |                      |                      |                      |                      |                 |                      |                      |                      |                      |                      |                      |                      |                      |                      |              |              |              |
| ОП Аустралије            | Н                    | Н                    | Н                    | КВ2                  | Н                    | Н                    | 3K                   | 2K                   | 3K                   | 2K                   | 3K                   | 1K              | 3K                   | 1K                   | 2K                   | 1K                   | 3K                   | 1K                   | Н                    | 2K                   | 2K                   | 0 / 14       | 15–14        | 52%          |
| Ролан Гарос              | Н                    | КВ3                  | Н                    | Н                    | Н                    | КВ1                  | 2K                   | 1K                   | 3K                   | 3K                   | 2K                   | 4K              | 3K                   | Н                    | 1K                   | 1K                   | 1K                   | 3K                   | 2K                   | 1K                   | Н                    | 0 / 13       | 14–13        | 52%          |
| Вимблдон                 | Н                    | Н                    | КВ2                  | КВ2                  | КВ1                  | 3K                   | 3K                   | 2K                   | 2K                   | ЧФ                   | 1K                   | 3K              | 4K                   | Н                    | 1K                   | 3K                   | 2K                   | 2K                   | 1K                   | 1K                   | Н                    | 0 / 14       | 19–14        | 58%          |
| ОП САД                   | Н                    | Н                    | Н                    | КВ1                  | Н                    | 1K                   | 3K                   | 1K                   | 2K                   | Н                    | 2K                   | 3K              | 4K                   | 1K                   | 2K                   | 1К                   | 1K                   | 1K                   | 1K                   | 1K                   | Н                    | 0 / 14       | 10–14        | 42%          |
| Поб–пор на г. с.         | 0–0                  | 0–0                  | 0–0                  | 0–0                  | 0–0                  | 2–2                  | 7–4                  | 2–4                  | 6–4                  | 7–3                  | 4–4                  | 7–4             | 10–4                 | 0–2                  | 2–4                  | 2–4                  | 3–4                  | 3–4                  | 1–3                  | 1–4                  | 1–1                  | 0 / 55       | 58–55        | 51%          |
| Завршно првенство сезоне |                      |                      |                      |                      |                      |                      |                      |                      |                      |                      |                      |                 |                      |                      |                      |                      |                      |                      |                      |                      |                      |              |              |              |
| Мастерс куп              | Није се квалификовао | Није се квалификовао | Није се квалификовао | Није се квалификовао | Није се квалификовао | Није се квалификовао | Није се квалификовао | Није се квалификовао | Није се квалификовао | Није се квалификовао | Није се квалификовао | ГФ              | Није се квалификовао | Није се квалификовао | Није се квалификовао | Није се квалификовао | Није се квалификовао | Није се квалификовао | Није се квалификовао | Није се квалификовао | Није се квалификовао | 0 / 1        | 0–2          | 0%           |
| Репрезентација           |                      |                      |                      |                      |                      |                      |                      |                      |                      |                      |                      |                 |                      |                      |                      |                      |                      |                      |                      |                      |                      |              |              |              |
| Олимпијске игре          | НО                   | НО                   | НО                   | Н                    | НО                   | НО                   | НО                   | Н                    | НО                   | НО                   | НО                   | 1К              | НО                   | НО                   | НО                   | 1K                   | НО                   | НО                   | НО                   | Н                    | НО                   | 0 / 2        | 0–2          | 0%           |
| Екипно првенство         | Није учествовао      | Није учествовао      | Није учествовао      | Није учествовао      | Није учествовао      | Није учествовао      | Ф                    | ГФ                   | Није учествовао      | Није учествовао      | Није учествовао      | Није учествовао | Није учествовао      | Није учествовао      | Није учествовао      | Ф                    | НО                   | НО                   | НО                   | НО                   | НО                   | 0 / 3        | 5–6          | 45%          |
| Хопман куп               | Није учествовао      | Није учествовао      | Није учествовао      | Није учествовао      | Није учествовао      | Није учествовао      | Није учествовао      | Није учествовао      | Није учествовао      | Није учествовао      | Није учествовао      | Није учествовао | Није учествовао      | Није учествовао      | Није учествовао      | Није учествовао      | Није учествовао      | ГФ                   | Није учествовао      | Није учествовао      | Није учествовао      | 0 / 1        | 2–1          | 67%          |
| Дејвис куп               | Н                    | Н                    | Н                    | Н                    | Н                    | Н                    | 1К                   | 1К                   | Н                    | Н                    | 1К                   | ЧФ              | Ф                    | ПФ                   | 1К                   | П                    | П                    | ПФ                   | 1К                   | ЧФ                   | Н                    | 2 / 12       | 15–13        | 54%          |
| Поб–пор                  | 0–0                  | 0–0                  | 0–0                  | 0–0                  | 0–0                  | 0–0                  | 3–3                  | 2–4                  | 0–0                  | 0–0                  | 1–1                  | 2–1             | 3–2                  | 2–1                  | 1–0                  | 3–7                  | 2–1                  | 3–2                  | 0–0                  | 0–0                  | 0–0                  | 2 / 18       | 22–22        | 50%          |
| АТП Мастерс 1000 серија  |                      |                      |                      |                      |                      |                      |                      |                      |                      |                      |                      |                 |                      |                      |                      |                      |                      |                      |                      |                      |                      |              |              |              |
| Индијан Велс             | Н                    | Н                    | Н                    | Н                    | Н                    | Н                    | 1К                   | 1К                   | 2К                   | 2К                   | 2К                   | 3К              | 2К                   | 2К                   | 1К                   | 3К                   | Н                    | 2К                   | Н                    | КВ2                  | Н                    | 0 / 11       | 3–11         | 21%          |
| Мајами                   | Н                    | Н                    | КВ2                  | Н                    | Н                    | Н                    | 4К                   | 3К                   | 4К                   | 4К                   | 4К                   | 4К              | 4К                   | Н                    | 2К                   | 3К                   | Н                    | 2К                   | Н                    | КВ1                  | Н                    | 0 / 10       | 18–10        | 64%          |
| Монте Карло              | Н                    | Н                    | Н                    | Н                    | Н                    | Н                    | 1К                   | 1К                   | 2К                   | 2К                   | 2К                   | 1К              | 1К                   | Н                    | 2К                   | 1К                   | 1К                   | 2К                   | Н                    | Н                    | Н                    | 0 / 11       | 5–11         | 31%          |
| Мадрид                   | Н                    | Н                    | Н                    | Н                    | Н                    | Н                    | Н                    | Н                    | ЧФ                   | Н                    | 1К                   | 2К              | 1К                   | Н                    | Н                    | 2К                   | 2К                   | 1К                   | Н                    | 2К                   | Н                    | 0 / 8        | 6–8          | 43%          |
| Рим                      | Н                    | Н                    | Н                    | Н                    | Н                    | Н                    | 3К                   | 2К                   | ЧФ                   | 3К                   | 2К                   | ПФ              | 3К                   | Н                    | Н                    | 2К                   | 1К                   | 2К                   | Н                    | КВ2                  | Н                    | 0 / 10       | 17–10        | 63%          |
| Канада                   | Н                    | Н                    | Н                    | Н                    | Н                    | 3К                   | 1К                   | Н                    | 1К                   | Н                    | ПФ                   | 1К              | 1К                   | 1К                   | 1К                   | 3К                   | 2К                   | 1К                   | Н                    | 3К                   | Н                    | 0 / 12       | 11–12        | 48%          |
| Синсинати                | Н                    | Н                    | Н                    | Н                    | Н                    | КВ1                  | 1К                   | КВ1                  | 1К                   | Н                    | 2К                   | 1К              | 3К                   | 1К                   | 3К                   | 3К                   | 2К                   | 1К                   | Н                    | Н                    | Н                    | 0 / 10       | 8–10         | 44%          |
| Шангај                   | НМС                  | НМС                  | НМС                  | НМС                  | НМС                  | НМС                  | НМС                  | НМС                  | НМС                  | НМС                  | НМС                  | НМС             | ЧФ                   | 1К                   | 2К                   | ЧФ                   | Н                    | Н                    | Н                    | Н                    | Н                    | 0 / 4        | 7–4          | 64%          |
| Париз                    | Н                    | Н                    | Н                    | Н                    | Н                    | 2К                   | 1К                   | Ф                    | ПФ                   | Н                    | Н                    | 2К              | ПФ                   | 3К                   | 1К                   | Н                    | Н                    | Н                    | Н                    | Н                    | Н                    | 0 / 8        | 15–8         | 65%          |
| Хамбург                  | Н                    | Н                    | Н                    | Н                    | Н                    | Н                    | 1К                   | Н                    | 2К                   | Ф                    | 1К                   | Н               | НМС                  | НМС                  | НМС                  | НМС                  | НМС                  | НМС                  | НМС                  | НМС                  | НМС                  | 0 / 4        | 6–4          | 60%          |
| Поб–пор на м. т.         | 0–0                  | 0–0                  | 0–0                  | 0–0                  | 0–0                  | 3–2                  | 5–8                  | 8–5                  | 12–9                 | 10–5                 | 9–8                  | 9–8             | 12–9                 | 2–5                  | 5–7                  | 11–8                 | 3–5                  | 4–7                  | 0–0                  | 3–2                  | 0–0                  | 0 / 88       | 96–88        | 52%          |
| Пласман                  | 401                  | 165                  | 169                  | 277                  | 542                  | 63                   | 46                   | 33                   | 20                   | 19                   | 30                   | 27              | 12                   | 62                   | 28                   | 31                   | 44                   | 68                   | 197                  | 107                  | 354                  | 11.343.464 $ | 11.343.464 $ | 11.343.464 $ |

## Однос победа и пораза против топ 20 тенисера
Имена тенисера који су били на првом месту АТП листе су подебљана.
- Фелисијано Лопез 8–3
- Филип Колшрајбер 6–2
- Рајнер Шитлер 6–2
- Гзавје Малис 6–3
- Хуан Монако 5–2
- Виктор Троицки 5–4
- Николас Алмагро 4–1
- Фернандо Гонзалез 4–1
- Марди Фиш 4–1
- Андреас Сепи 4–2
- Станислас Вавринка 4–3
- Фернандо Вердаско 4–3
- Иво Карловић 4–3
- Винсент Спејдија 4–3
- Михаил Јужни 4–4
- Јарко Нијеминен 4–4
- Николај Давиденко 4–7
- Макс Мирни 3–0
- Ришар Гаске 3–1
- Штефан Кубек 3–1
- Николас Лапенти 3–1
- Бернард Томић 3–1
- Хуан Карлос Фереро 3–1
- Марин Чилић 3–1
- Маркос Багдатис 3–2
- Џон Изнер 3–2
- Пол-Анри Матје 3–3
- Хуан Мартин дел Потро 3–3
- Џејмс Блејк 3–4
- Томи Хас 3–4
- Гаел Монфис 3–6
- Давид Ферер 3–8
- Хосе Акасусо 2–0
- Горан Иванишевић 2–0
- Густаво Киртен 2–0
- Фабрис Санторо 2–0
- Кевин Андерсон 2–1
- Игор Андрејев 2–1
- Гастон Гаудио 2–1
- Александар Долгополов 2–1
- Пабло Куевас 2–1
- Иван Љубичић 2–1
- Алберт Рамос-Вињолас 2–1
- Марат Сафин 2–1
- Парадорн Сричапан 2–1
- Хуан Игнасио Чела 2–1
- Роби Џинепри 2–1
- Јиржи Новак 2–2
- Жил Симон 2–2
- Дмитриј Турсунов 2–2
- Фабио Фоњини 2–2
- Томи Робредо 2–5
- Робин Седерлинг 2–5
- Тим Хенман 2–5
- Енди Мари 2–7
- Роџер Федерер 2–14
- Марио Анчић 1–0
- Андреа Гауденци 1–0
- Никола Ескиде 1–0
- Агустин Каљери 1–0
- Франциско Клаве 1–0
- Лукаш Кубот 1–0
- Магнус Ларсон 1–0
- Беноа Пер 1–0
- Марсело Риос 1–0
- Марк Росе 1–0
- Томас Јохансон 1–1
- Алберт Коста 1–1
- Тод Мартин 1–1
- Грег Руседски 1–1
- Гиљермо Кањас 1–2
- Сем Квери 1–2
- Алекс Коређа 1–2
- Карол Кучера 1–2
- Николас Масу 1–2
- Давид Налбандијан 1–2
- Томаш Бердих 1–3
- Себастијан Грожан 1–3
- Никола Кифер 1–3
- Флоријан Мајер 1–3
- Карлос Моја 1–3
- Јанко Типсаревић 1–3
- Лејтон Хјуит 1–3
- Жо-Вилфрид Цонга 1–3
- Јонас Бјеркман 1–4
- Енди Родик 1–7
- Новак Ђоковић 1–13
- Роберто Баутиста Агут 0–1
- Григор Димитров 0–1
- Томас Енквист 0–1
- Јежи Јанович 0–1
- Јевгениј Кафељников 0–1
- Рихард Крајичек 0–1
- Феликс Мантиља 0–1
- Кеј Нишикори 0–1
- Џек Сок 0–1
- Доминик Тим 0–1
- Марк Филипусис 0–1
- Доминик Хрбати 0–1
- Андре Агаси 0–2
- Давид Гофен 0–2
- Ник Кириос 0–2
- Арно Клеман 0–2
- Јирген Мелцер 0–2
- Андреј Павел 0–3
- Милош Раонић 0–3
- Ернестс Гулбис 0–4
- Рафаел Надал 0–7

* Статистика од 24. априла 2017.